# Верхняя Пурловка
Верхняя Пурловка — деревня в городском округе Серебряные Пруды Московской области.

## География
Находится в южной части Московской области на расстоянии приблизительно 10 км на юг-юго-восток по прямой от окружного центра поселка Серебряные Пруды.

## История
В период 2006—2015 годов входила в состав Успенского сельского поселения Серебряно-Прудского района.

## Население
Постоянное население составляло 17 человек в 2002 году (русские 100 %), 3 в 2010.